# Llar de Sant Josep
La Llar de Sant Josep és una obra modernista de Sant Boi de Llobregat (Baix Llobregat) protegida com a Bé Cultural d'Interès Local.

## Descripció
Edifici de planta baixa i dos plantes pis orientat a llevant i amb coberta a dues aigües. Conté acurats treballs de maó vist al ràfec de la coberta i entorn de les finestres geminades per pilarets del mateix material. La seva planta rectangular es distorsiona al cantó de ponent. Estilísticament, pels treballs de maó es pot adscriure encara al corrent modernista, si bé tarda.